# Like a Virgin (single)
Like a Virgin is een single van Madonna uit 1984.

## Omschrijving
Dit lied was de eerste single uit het album Like a Virgin dat een week later werd uitgebracht en werd geschreven door Billy Steinberg en Tom Kelly. Producer voor het nummer was Nile Rodgers, die ook gitaar speelde en de drumprogrammatie voor zijn rekening nam. Zijn vriend Bernard Edwards speelde de basgitaar.

## Hitlijsten
Het nummer was Madonna's eerste nummer 1-hit in de Amerikaanse Billboard Hot 100. Verder haalde het nummer de top van de hitlijsten in onder meer Australië, Canada, Japan en veel Europese landen. In Nederland was de plaat op vrijdag 16 november 1984 Veronica Alarmschijf op Hilversum 3 en werd een top tien hit. De plaat bereikte de 4e positie in de Nederlandse Top 40 en de Nationale Hitparade. Vanaf december 1999 behaalde het nummer maximaal de 485e plaats in de Top 2000 van NPO Radio 2.

### NPO Radio 2 Top 2000
| Nummer met noteringen in de NPO Radio 2 Top 2000 | '99 | '00 | '01  | '02  | '03  | '04  | '05  | '06  | '07 | '08  | '09  | '10  | '11-'17 | '18  |
| ------------------------------------------------ | --- | --- | ---- | ---- | ---- | ---- | ---- | ---- | --- | ---- | ---- | ---- | ------- | ---- |
| Like a Virgin                                    | 485 | 961 | 1165 | 1417 | 1281 | 1208 | 1351 | 1511 | -   | 1719 | 1830 | 1829 | -       | 1981 |

1. ↑  Een '-' betekent dat het nummer niet was genoteerd en een vetgedrukt getal geeft de hoogste notering aan.
2. ↑  Deze tabel is bijgewerkt tot en met de laatste editie (2024).